# 2-я Московская улица (Серпухов)
2-я Московская улица — одна из крупнейших улиц Серпухова, расположенная в центральной части города.

## Описание
2-я Московская улица города Серпухова берет своё начало от одной из главных площадей города — площади Ленина и далее уходит в юго-восточном направлении, после чего поворачивает в южном направлении. Заканчивается улица на пересечении с улицей Прогонная, переходя в подъездную дорогу к посёлку станции Ока.
2-ю Московскую улицу пересекают улица Егорова, переходящая в Красноармейскую улицу, Театральная улица, улица Залоги, Селекция улица, переулок Чехова, Малый Высоцкий переулок, Калужский проезд, переходящий в улицу Чехова и Безымянный переулок.
По ходу движения с начала улицы справа примыкают Большой Высоцкий переулок и улица Бугорок.
Слева по ходу движения с начала улицы примыкают Угловая улица и Прогонная улица.
Нумерация домов начинается со стороны площади Ленина.
Почтовый индекс 2-й Московской улицы города Серпухова — 142200; 142203 и 142206.
На всём своём протяжении 2-я Московская улица является улицей с двусторонним движением.

## Примечательные здания и сооружения

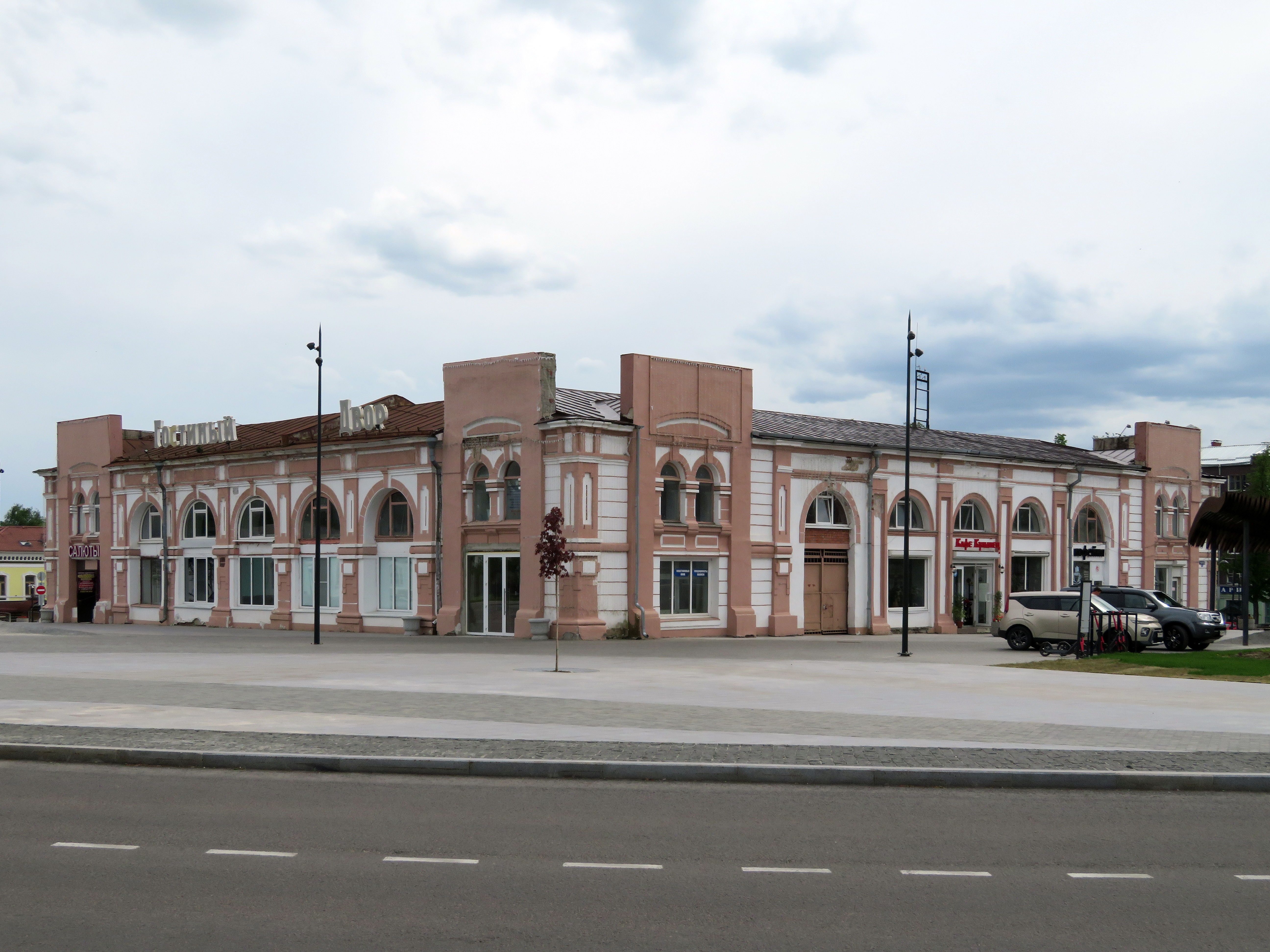
Гостиный двор на площади Ленина

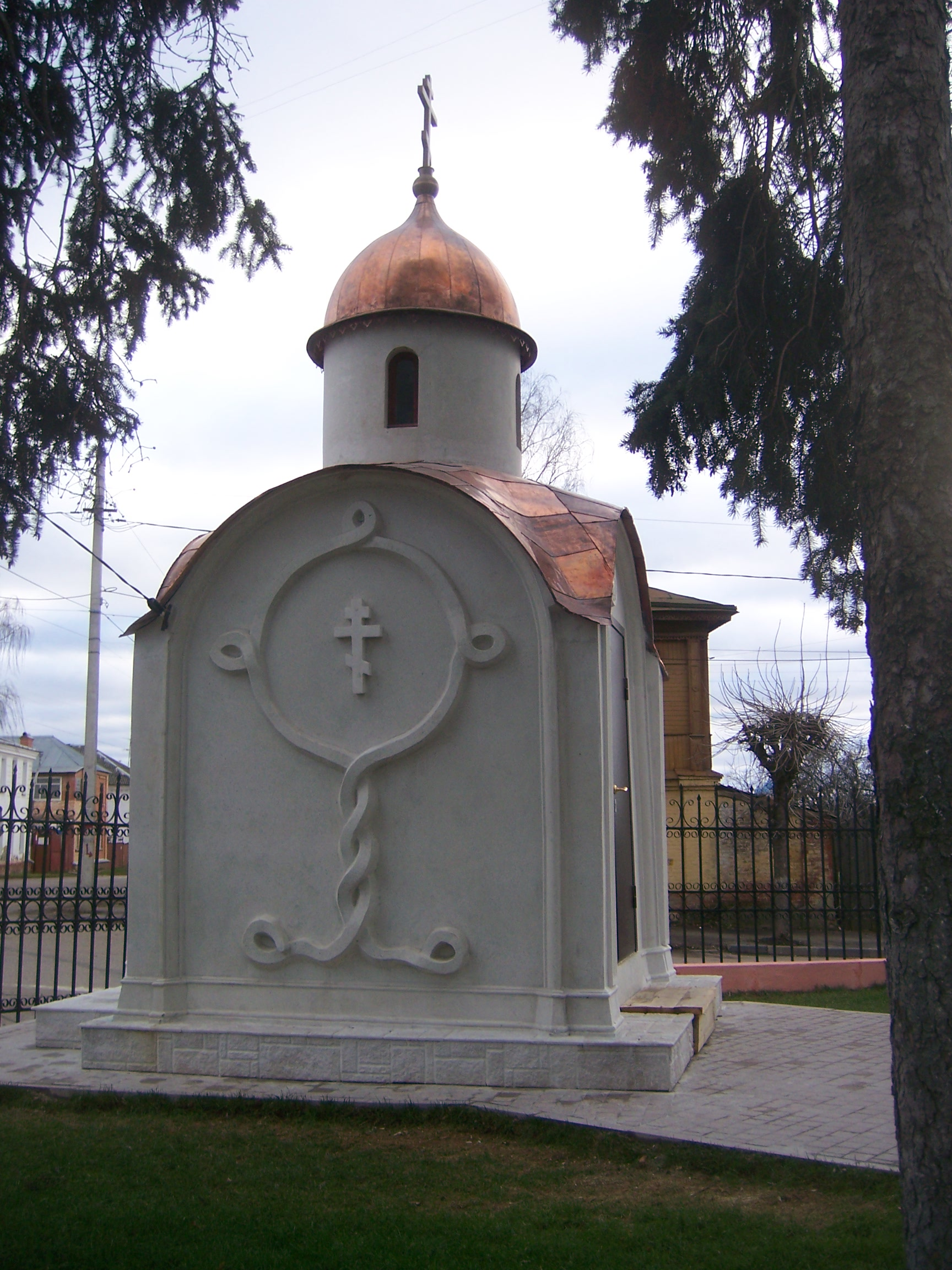
Часовня при больнице им. Семашко на пересечении Театральной и 2-й Московской улиц

- Ансамбль площади Ленина города Серпухова. На территории площади размещён бронзовый макет, автором которого является серпуховский скульптор Илья Дюков. Макет размещён на постаменте в одном из скверов площади (рядом с фундаментом храма святого благоверного князя Александра Невского) и имеет размер 180х200 см. Макет наглядно показывает как выглядела главная торговая площадь города в конце XIX века[2]. В настоящее время площадь переживает реконструкцию, в ходе которой появляются новые архитектурные объекты[3].
- Здание Гостиного двора города Серпухова — площадь Ленина, владение 4. Здание является памятником архитектуры XIX века.
- Памятник Петру Аркадьевичу Столыпину — площадь Ленина.
- Памятник Владимиру Ильичу Ленину — площадь Ленина, перед зданием Гостиного двора города Серпухова.
- Памятник князю Святославу Храброму — площадь Ленина. Памятник был открыт в День народного единства 4 ноября 2014 года. Автором памятника является известный московский художник-скульптор Василий Селиванов. Памятник был представлен в дар городу Серпухову от местного предпринимателя Дмитрия Казакова[4].
- Серпуховский историко-художественный музей — улица Чехова, владение 87. Музей ведёт свою историю с особняка усадьбы Мараевых (текстильных фабрикантов)[5], который является памятником архитектуры. Начиная с 1918 года на основании национализированного имущества Мараевых был создан Серпуховский музей старины и искусства. В 1920-е годы коллекция музея расширялась и пополнялась. В 1956 году музей получил историко-художественную специализацию. В настоящее время музей имеет солидную коллекцию произведений искусства, принимает участие в крупных международных выставках, а также имеет сеть филиалов.
- Усадьба купца Никитина — 2-я Московская улица, владение 56/7.
- Церковь иконы Божией Матери «Неупиваемая чаша» (православный храм с паломническим корпусом) — пересечение Большого Высоцкого переулка и Калужской улицы.
- Церковь Всех Святых — Калужская улица, микрорайон Заборье.
- Церковь Покрова Пресвятой Богородицы (Покровская церковь) — Калужская улица, владение 5/3.
- Надвратная церковь-колокольня Трёх Святителей Великих в Высоцком монастыре с библиотекой и смотровой площадкой — Калужская улица, владение 5/3.
- Высоцкий Зачатьевский мужской монастырь — Калужская улица, владение 5/3. Строительство Высоцкого мужского монастыря началось в одно время со строительством Серпуховского кремля — в 1374 году. Это строительство посетил для благословения сам Сергий Радонежский, проделав путь около 200 километров[6].
- Церковь Николая Чудотворца (Никольская церковь) — Калужская улица, владение 5/3.
- Собор Зачатия Анны Праведной (Зачатьевский собор) — Калужская улица, владение 5/3.
- Церковь Сергия Радонежского (Сергиевская церковь) — Калужская улица, владение 5/3.
- Серпуховский музыкально-драматический городской театр — улица Чехова, владение 58/27. Театр размещается в здании, которое носит статус памятника культуры. Своим появлением театр во многом обязан Антону Павловичу Чехову, который активно сотрудничал в Серпухове с Собранием любителей драматического искусства[7].
- Государственное бюджетное учреждение здравоохранения Московской области Серпуховская городская больница имени Николая Александровича Семашко — 2-я Московская улица, владение 8/19.

## Транспорт
По 2-й Московской улице города Серпухова осуществляется движение общественного транспорта. Здесь проходит маршрут городского автобуса № 8 и № 20.